# Секундус от Тренто
Секундус от Тренто (латински: Secundus; Secundus von Trient; Secondo di Non; Secondo o Secondino di Trento; Secundus of Non or Trent; + март 612 г. в Тренто) е през 6/ ранния 7 век игумен (Abt) и исторически писател.
През 8 век живелият исторически писател на лангобардите, Павел Дякон, споменава Секундус от Триент, който съставя една история на лангобардите, която се нарича Историола (Historiola) и не ни е останала налична.
Секундус е игумен на манастира във Val di Non и кръщава през 603 г. лангобардския принц Адалоалд в Монца.
Секундус умира вероятно през март 612 г. в Тренто.
Павел Дякон използва произведението на Секундус като източник и много от случките, най-вероятно взема точно в своето произведение.
За големината на Historiola не може почти нищо със сигурност да се каже. Тя спира малко преди неговата смърт. Днешното изследване смята, че Historiola е съставена релативно късо и в аналитична форма и Павел Дякон я използва за времето след крал Албоин, (590 – 616 г.), понеже произведението се занимава повече с историята на лангобардите в Италия и по-малко с тяхното ранно време.
Секундус по нареждане на кралица Теодолинда е в кореспонденция с папа Григорий Велики и е важен църковно-политически съветник на кралицата.